# Thiézac
Thiézac – miejscowość i gmina we Francji, w regionie Owernia-Rodan-Alpy, w departamencie Cantal, położona nad rzeką Cère.
Według danych na rok 1990 gminę zamieszkiwały 693 osoby, a gęstość zaludnienia wynosiła 17 osób/km² (wśród 1310 gmin Owernii Thiézac plasuje się na 318. miejscu pod względem liczby ludności, natomiast pod względem powierzchni na miejscu 84.).